# Swashbuckle
Swashbuckle est un groupe américain de thrash metal, originaire du comté de Mercer, dans le New Jersey. À l'instar de leurs amis écossais d'Alestorm qui leur ont consacré une chanson dans leur album Back Through Time, Swashbuckle est considéré comme une figure de proue et un des plus grands acteurs du genre émergeant qu'est le pirate metal.

## Historique
Swashbuckle est formé au début de 2005 à la rencontre entre le bassiste Patrick Henry et le guitariste Justin Greczyn au restaurant Red Lobster ; tous deux prennent conscient de leur passion mutuelle pour le thrash metal et les pirates,,. Le batteur Mike Soganic et le guitariste Joe Potash rejoignent alors les deux autres membres fondateurs du groupe. Durant l'année 2005 ils publient ensemble leur première démo ; Yo Ho Demo . Tous les membres du groupe décident alors d'emprunter les pseudonymes respecitfs d'Admiral Nobeard (Henry), Commodore Redrum (Greczyn), Captain Crashride (Soganic), et Rowin' Joe Po (Potash).
Leur premier album, Crewed by the Damned, est publié indépendamment en 2006, et Rowin' Joe Po (Joe Potash) quitte peu après le groupe. Le groupe entame une tournée nord-américaine en août 2007. Ils terminent avec la tournée North American Paganfest avec  Korpiklaani, Primordial, Moonsorrow, et Blackguard en avril et mai 2009. Ils effectuent aussi une tournée européenne au Paganfest avec Korpiklaani, Die Apokalyptischen Reiter, Unleashed, Alestorm, et Ex Deo en septembre 2009. Ils participent à la tournée Monsters of Death en novembre et décembre 2009 avec Vader, Decrepit Birth, Warbringer, The Amenta, et Augury. Ils participent au Tour From Afar avec Ensiferum en novembre 2009. Ils tournent avec Korpiklaani, Týr et White Wizzard en janvier 2010 puis jouent en soutien à Hypocrisy lors d'une tournée nord-américaine en mai 2010. Swashbuckle joue à la tournée de Soilwork, Panic Over North America Tour, avec Death Angel, Augury, et Mutiny Within.
Swashbuckle joue à la 20e édition du festival Wacken Open Air été 2009 puis joue au Legacy Open Air Festival, The Summer Nights Open Air Festival, et au Metal Days Open Air Festival. En 2010, Swashbuckle se sépare du batteur Captain Crashride (Mike Soganic) qui se joindra au groupe Non-Stop. Bootsmann Collins (Paul Christiansen) le remplacera. Peu après, ils annoncent travailler sur un nouvel album intitulé Crime Always Pays, prévu pour septembre la même année. Crime Always Pays est publié le 10 septembre 2010 au label Nuclear Blast. Le groupe prend part au festival 70,000 Tons of Metal avec notamment Amon Amarth, Exodus, Fear Factory, Sabaton, Sodom, Nevermore, Testament, Obituary, Death Angel et Ensiferum. En 2011, Bootsmann Collins est remplacé par Legendary Pirate King Eric « The » Brown. Alestorm fait référence à Swashbuckle dans son album Back through Time, plus précisément dans la chanson Swashbuckled. En février 2014, Swashbuckle joue au 70,000 Tons of Metal. En août 2014, Swashbuckle publie son EP tant attendu We Hate the Sea EP chez Get This Right Records.

## Membres

### Membres actuels
- Admiral Nobeard (Patrick Henry) - chant, basse (depuis 2005)
- Commodore Redrum (Justin Greczyn) - guitare, chœurs, claviers (depuis 2005)
- Legendary Pirate King (Eric W. Brown) - batterie, percussions (depuis 2011)

### Anciens membres
- Rowin' Joe Po - guitare (2005-2006)
- Cabinboy Arsewhipe - claviers (2005)
- Captain Crashride (Mike Soganic) - batterie, percussions (2005-2010)
- Bootsmann Collins (Paul Christiansen) - batterie, percussions (2010-2011)